# ۵۱۹ (خورشیدی)
۵۱۹ پانصد و نوزدهمین سال هجری خورشیدی است.